# Грецька Суперліга 2011—2012
Грецька Суперліга 2011—12 стала 53-м сезоном футбольної Грецької Суперліги і шостим сезоном турніром під цією назвою. Сезон розпочався на початку вересня 2011 року і закінчився в травні 2012 року з останніми матчами європейського раунду плей-офф. Переможцем сезону став пірейський клуб Олімпіакос, здобувши тридцять дев'тяий за рахунком титул за свою історію.

## Огляд команд

### Клуби і стадіони
| Клуб                | Місто      | Стадіон                 | Місткість стадіону | Рік заснування клубу |
| ------------------- | ---------- | ----------------------- | ------------------ | -------------------- |
| АЕК                 | Афіни      | «Олімпійський стадіон»  | 69618              | 1924                 |
| «Аріс»              | Салоніки   | «Клеантіс Вікелідіс»    | 22 800             | 1914                 |
| «Астерас»           | Триполі    | «Астерас Триполіс»      | 6 430              | 1931                 |
| «Атромітос»         | Афіни      | «Перістері»             | 8 939              | 1923                 |
| Докса Драма         | Салоніки   | Кафтанзогліо            | 27770              | 1918                 |
| «Ерготеліс»         | Іракліон   | «Панкритіо»             | 26 240             | 1929                 |
| «Керкіра»           | Керкіра    | «Керкіра»               | 2 685              | 1969                 |
| «Левадіакос»        | Левадія    | «Лівадія»               | 6500               | 1961                 |
| «ОФІ»               | Іракліон   | «Теодорос Вардиноянніс» | 9088               | 1925                 |
| «Олімпіакос, Пірей» | Пірей      | «Караїскакіс»           | 33 334             | 1925                 |
| «Панатінаїкос»      | Афіни      | «Олімпійський стадіон»  | 71 030             | 1908                 |
| «Панетолікос»       | Агрініо    | «Панетолікос»           | 5500               | 1926                 |
| «Паніоніос»         | Неа-Смірні | «Неа-Смірні»            | 11 700             | 1890                 |
| ПАОК                | Салоніки   | «Туба»                  | 28 701             | 1926                 |
| «ПАС Яніна»         | Яніна      | Зосімадес               | 7652               | 1966                 |
| «Шкода Ксанті»      | Ксанті     | «Шкода Ксанті Арена»    | 7 361              | 1967                 |

## Турнірна таблиця
| М  | Команда          | І  | В  | Н  | П  | МЗ | МП | РМ  | О    | Кваліфікація або пониження в класі         |
| -- | ---------------- | -- | -- | -- | -- | -- | -- | --- | ---- | ------------------------------------------ |
| 1  | Олімпіакос (Ч)   | 30 | 23 | 4  | 3  | 68 | 17 | +51 | 73   | Ліга чемпіонів УЄФА 2012–13 Груповий раунд |
| 2  | Панатінаїкос (A) | 30 | 22 | 3  | 5  | 54 | 23 | +31 | 0661 | Кваліфікація у плей-офф                    |
| 3  | ПАОК (A)         | 30 | 14 | 8  | 8  | 45 | 27 | +18 | 50   | Кваліфікація у плей-офф                    |
| 4  | Атромітос (A)    | 30 | 13 | 11 | 6  | 32 | 26 | +6  | 50   | Кваліфікація у плей-офф                    |
| 5  | AEK Athens (A)   | 30 | 13 | 9  | 8  | 36 | 30 | +6  | 48   | Кваліфікація у плей-офф                    |
| 6  | Астерас Триполі  | 30 | 13 | 6  | 11 | 30 | 34 | −4  | 45   |                                            |
| 7  | Левадіакос       | 30 | 11 | 6  | 13 | 33 | 42 | −9  | 39   |                                            |
| 8  | ПАС Яніна        | 30 | 10 | 8  | 12 | 30 | 35 | −5  | 38   |                                            |
| 9  | Аріс             | 30 | 10 | 10 | 10 | 29 | 33 | −4  | 0372 |                                            |
| 10 | ОФІ              | 30 | 10 | 7  | 13 | 27 | 32 | −5  | 37   |                                            |
| 11 | Шкода Ксанті     | 30 | 10 | 6  | 14 | 31 | 35 | −4  | 36   |                                            |
| 12 | Паніоніос        | 30 | 9  | 6  | 15 | 26 | 34 | −8  | 33   |                                            |
| 13 | Kerkyra          | 30 | 8  | 8  | 14 | 31 | 44 | −13 | 32   |                                            |
| 14 | Ерготеліс (Пн)   | 30 | 7  | 8  | 15 | 27 | 44 | −17 | 29   | Пониження до 2012–13 Футбольної Ліги       |
| 15 | Панетолікос (Пн) | 30 | 7  | 7  | 16 | 23 | 37 | −14 | 28   | Пониження до 2012–13 Футбольної Ліги       |
| 16 | Doxa Drama (Пн)  | 30 | 4  | 5  | 21 | 11 | 42 | −31 | 17   | Пониження до 2012–13 Футбольної Ліги       |

Оновлено після матчів 18 квітня 2012
Джерела: Super League Greece
Правила класифікації: 
1) очок; 2) різниця м'ячів; 3) кіл-ть забитих м'ячів.
(Ч) = Чемпіон; (Пн)/(В) = Понижено в класі/Вибув; (Пв) = Підвищення в класі; (ПП) = Переможець плей-оф; (Н) = Перехід до наступного раунду. 
Застосовується тільки коли сезон ще не закінчений: 
(К) = Кваліфікований до раунду турніру; (КН) = Кваліфікований до турніру, але не до конкретного раунду; (Д) = Дискваліфікований з турніру.

## Найкращі бомбардири
Оновлено 22 квітня 2012 року
| # | Гравець              | Клуб             | Голів |
| - | -------------------- | ---------------- | ----- |
| 1 | Кевін Міральяс       | Олімпіакос       | 20    |
| 2 | Костас Мітроглу      | Атромітос        | 16    |
| 3 | Себастіан Лето       | Панатінаїкос     | 15    |
| 4 | Стефанос Атанасіадіс | ПАОК             | 12    |
| 4 | Рафік Джеббур        | Олімпіакос       | 12    |
| 6 | Чумбіньйо            | ОФІ / Левадіакос | 10    |
| 6 | Ньязі Кукі           | Паніоніос        | 10    |
| 6 | Марко Пантеліч       | Олімпіакос       | 10    |
| 9 | Леонардо             | AEK              | 9     |
| 9 | Марко Марковскі      | Шкода Ксанті     | 9     |